# کارلوس تخدور
کارلوس تخدور (بوئنوس آیرس، ۴ نوامبر ۱۸۱۷–۳ ژانویه ۱۹۰۳) وکیل و سیاستمدار آرژانتینی و فرماندار بوئنوس آیرس در سالهای ۱۸۷۸ تا ۱۸۸۰ بود. او یکی از ناسازگارترین چهره‌های سانترالیسم بوئنوس آیرس بود.

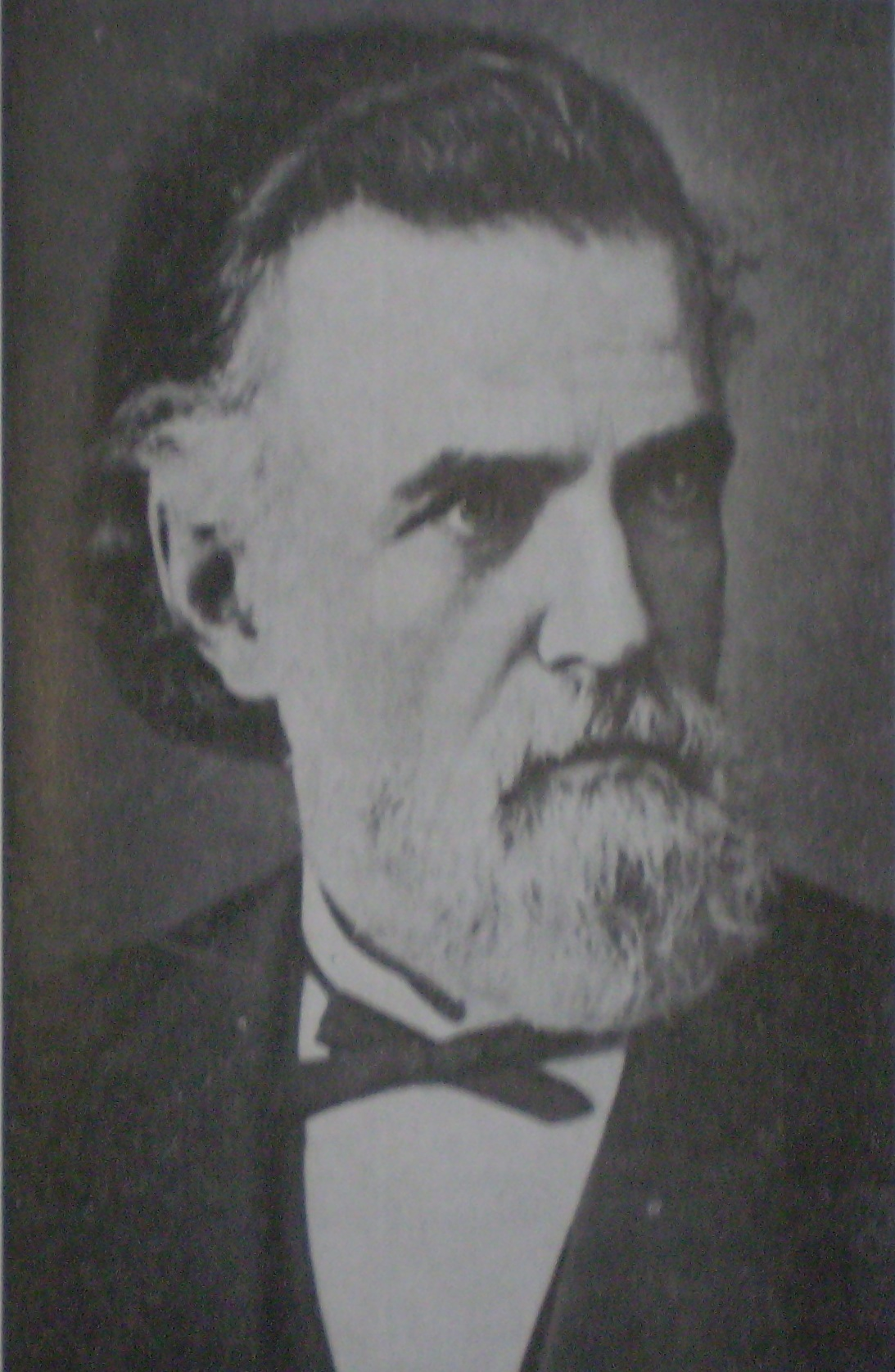